# Jaspers-Eyers Architects
Jaspers-Eyers Architects ist ein belgisches Architekturbüro mit Hauptsitz in Brüssel und Zweigstellen in Löwen und Hasselt. Es ist in den Bereichen Architekturdesign, Städtebau, Masterplanung, Grafikdesign und Innenarchitektur für den öffentlichen und privaten Sektor hauptsächlich in Europa und Asien tätig.

## Geschichte
Die Anfänge des Unternehmens gehen auf die frühen 1960er Jahre zurück, als Michel Jaspers zusammen mit Luc Delhaise sein erstes Büro in der belgischen Provinz Limburg gründete. In den ersten Jahren konzentrierte sich das Büro hauptsächlich auf den Villenbau, doch ging nach und nach über in die Umsetzung von größeren Projekten. Aufträge wie die Generale Bank, Concentra und das Limburg University Center in Hasselt hoben das Büro in den 1970er Jahren in die Belangstellung. Das wirkliche Wachstum kam in den 1980er Jahren mit den ersten großen Brüsseler Bauprojekten. Die Zusammenarbeit mit Delhaise war zu diesem Zeitpunkt bereits beendet. Projekte wie die Renovierung des Egmont-Palastes, das flämische Kabinett am Place des Martyrs und der Bau des KBC-Gebäudes an der Avenue du Port haben das Unternehmen nun auch in Brüssel bekannt gemacht. Der wachsende Trend setzte sich in den 1990er Jahren mit den ersten Projekten für den nationalen Flughafen in Zaventem und dem Brüsseler Espace Nord fort.
Im Jahr 2000 fusionierte Jaspers mit dem Architekturbüro Eyers aus Löwen und Michel Jaspers übergab die Geschäftsführung an seinen Sohn Jean-Michel Jaspers und John Eyers. Heute hat das Büro Projekte von Europa bis China. Das Brüsseler Büro befindet sich im Espace Jacqmotte, eine ehemalige Kaffeefabrik im Zentrum der Marolles, die von Jaspers-Eyers renoviert und umfunktioniert wurde. Die Büros in Löwen und Hasselt befinden sich in Tervuursevest bzw. der Thonissenlaan.
Jaspers-Eyers wurde bereits mehrfach, sowohl national als auch international, für seine Projekte ausgezeichnet.

## Bauten
- 2016 – Warsaw Spire, Warschau, Polen
- 2014 – Tour Paradis, Lüttich, Belgien
- 2012 – Arteveldetoren, Gent, Belgien
- 2006 – Tour Rogier, Brüssel, Belgien
- 2004 – North Galaxy Towers,  Brüssel, Belgien
- 1996 – Proximus Towers, Brüssel, Belgien
- 1996 – Tour du Midi, Brüssel, Belgien (Renovierung)[2]